# Don Gibson
Don Gibson (geboren als Donald Eugene Gibson) (Shelby (North Carolina), 3 april 1928 - Nashville, 17 november 2003) was een Amerikaanse country-songwriter en -zanger. Hij schreef enkele grote hits zoals "Oh, Lonesome Me" en "I Can't Stop Loving You". Hij is opgenomen in de Country Music Hall of Fame en in 1973 in de Nashville Songwriters Hall of Fame. Gibson zei zelf dat hij zichzelf eerder beschouwde als een songwriter die zong, dan als een zanger die ook liedjes schreef.
Zijn eerste groep heette The Sons of the Soil, waarmee hij optrad op het lokale radiostation en in 1949 zijn eerste plaatopnamen maakte voor Mercury Records. Hij ging daarna verder als solo-artiest, en in 1952 trad hij op voor het radiostation WNOX in Knoxville (Tennessee) en maakte opnamen voor Columbia Records, zij het zonder veel succes. Zijn eerste succes was "Sweet Dreams", een ballade die hij op MGM Records uitbracht in 1956, en die het bracht tot nummer 9 op de country-hitlijst van Billboard Magazine. Dit lied zou een nog groter succes worden voor Faron Young (nummer 2) en Patsy Cline (nummer 5 in 1963). Met dit nummer kreeg Don Gibson zijn eerste erkenning als songwriter.
Producer Chet Atkins contracteerde Gibson in 1957 voor RCA Victor. Op dat label zou hij de volgende jaren een reeks hits uitbrengen met vaak melancholische ballades over eenzaamheid en verloren gegane liefde, wat hem de bijnaam "The Sad Poet" opleverde. Daaronder "Oh Lonesome Me", dat acht weken lang op nummer 1 stond op de Amerikaanse country-hitlijst, en "I Can't Stop Loving You", dat ook een hit was voor Kitty Wells en in 1962 een enorme pophit voor Ray Charles zou worden. 1958 was zijn meest succesvol jaar; hij had drie hits met "Give Myself a Party", "Blue, Blue Day" en "Oh, Lonesome Me" waarvan de laatste twee nummer één-countryhits werden. Dertien keer had hij een top-10 countryhit in de Billboard-charts.
In de jaren 1960 kreeg hij af te rekenen met drugs- en drankproblemen, maar hij kon die overwinnen en in de jaren 1970 maakte hij een comeback met een aantal hits voor Hickory Records, waaronder ook een aantal duets met Sue Thompson.
In 2001 werd hij opgenomen in de Country Music Hall of Fame. Hij overleed in een ziekenhuis in 2003 en is begraven in zijn geboorteplaats Shelby.